# Közönséges mókusmajom

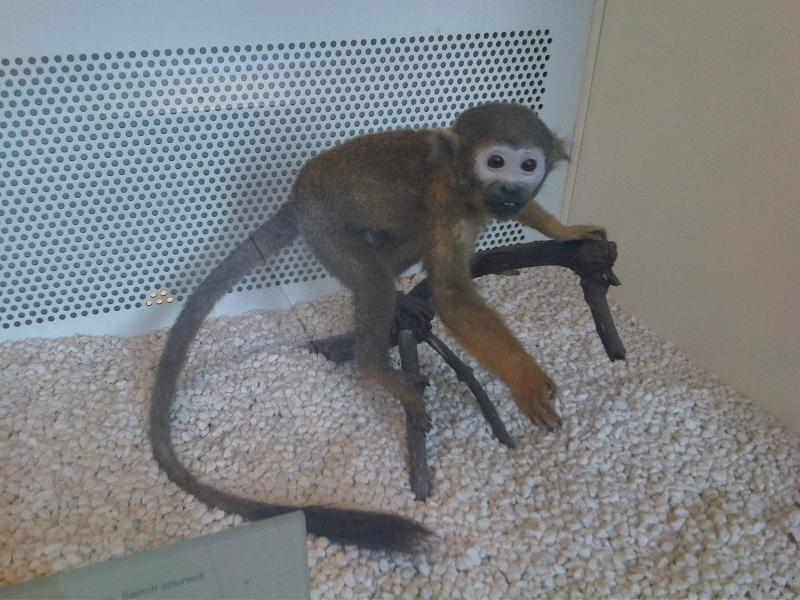
Kitömött példány

A közönséges mókusmajom vagy röviden csak mókusmajom (Saimiri sciureus) a csuklyásmajomfélék (Cebidae) családjába  tartozó faj.
Korábban magyarul halálfejes majomnak vagy halálfejes majmocskának nevezték, ami a faj német nevének fordításából származik. Ma kissé pejoratív értelme miatt ez a név nem nagyon használatos.
A Saimiri nem típusfaja.
Közeli rokona a bolíviai mókusmajom (Saimiri boliviensis).

## Rendszertana
A közönséges mókusmajom a mókusmajmok nemének tagja. Ide öt faj tartozik, amelyeket egészen az 1990-es évekig egy fajba soroltak.
Alfajai:
- Saimiri sciureus sciureus, az Amazonas keleti medencéje
- Saimiri sciureus albigena, Dél-Kolumbia
- Saimiri sciureus cassiquiarensis – Humboldt-mókusmajom, az Amazonas középső medencéje
- Saimiri sciureus macrodon – Ecuadori mókusmajom, az Amazonas nyugati medencéje

## Elterjedése
Dél-Amerika északi területein él, élőhelye Dél-Kolumbiától, Dél-Ecuadortól és Észak-Perutól Guyanán át Közép-Brazíliáig terjed. Nyugat-Brazíliában az Amazonas jelenti a déli határt; csak Rio Xingutól keletebbre hatol délebbre. Betelepítették Dél-Floridába és a Karib-szigetekre. 2009-ben Rio de Janeiro Tijuca erdejében lefényképeztek egy csapatot; lehetnek illegálisan szabadon engedett példányok, vagy szökevények.  2010-től invazív fajnak tekintik a Atlanti-parti Esőerdő Rezervátumban, és a madártojásokat és fiókákat féltik tőle.
Leginkább másodlagos erdőkben, és az év egy időszakában elárasztott erdőkben él. Főként a sűrű erdőségeket kedveli, testalkata is ehhez idomult. Elterjedési területén az egyes populációkat a folyókon kívül a nagy távolság is elválasztja egymástól, így nem meglepő, hogy a fajon belül 14 alfajt különítenek el a természettudósok. Mára azonban csak négy alfaját ismeri el a tudomány. Ezeket meglehetősen nehéz megkülönböztetni egymástól, néha csak a szemöldökív alakja, máskor pedig csak az állatok viselkedése alapján mondható meg, hogy melyik állat melyik alfajba tartozik.

## Megjelenése
Nem túl nagy termetű állat, a nőstény tömege 365-750 gramm, a hím 550-1135 gramm, testhossza 22–48 cm, a farok hossza 36–47 cm. Testének alapszíne sárga, szürkészöld árnyalattal, amely a hasoldalon sárgásfehérbe megy át. Arcán és fülein a szőrzet sok helyen fehér, farka vége pedig fekete. Szájának környéke fekete. Alkarja, karja, keze és lába narancssárga, kivéve az S. s. albigena alfajt, amelynél ezek a testrészek barnák.

## Életmódja
Nappali állat. 

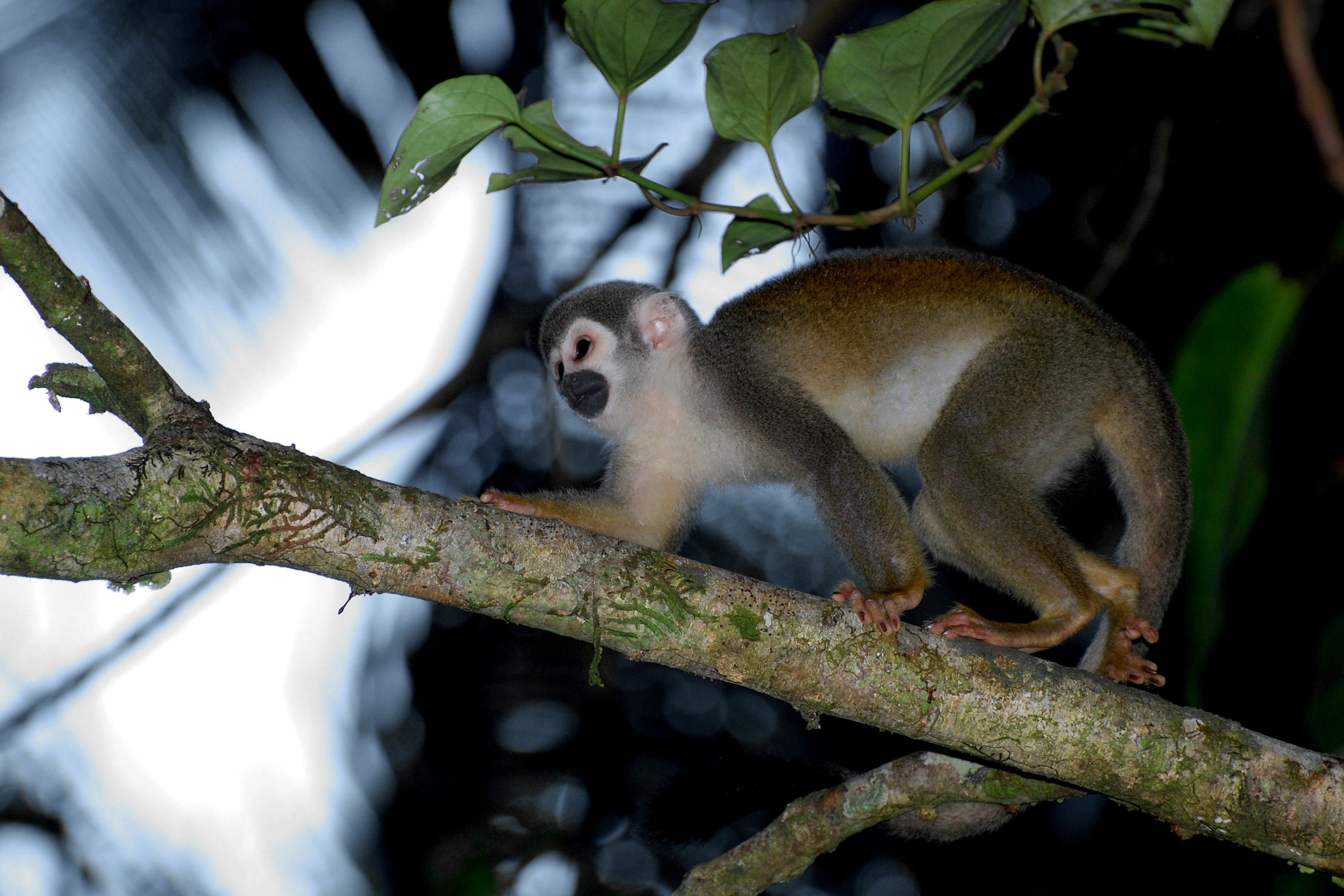
Közönséges mókusmajom

Idejének nagy részét a fák ágai között tölti; leginkább a korona alsó részén tartózkodik, csak ritkán megy le a földre. Négy lábon mászik, nagyon gyors és ügyes. Bár hosszú farka van, azt sohasem használja kapaszkodásra, inkább csak egyensúlyozik vele, illetve bizonyos testhelyzetnél támaszkodik rajta. Nyugalmi helyzetben farkát a háta és a válla fölött előrehajlítva tartja. Nagy létszámú, sokszor több száz egyedből álló csoportokat alkot, de e nagy csoportokon belül mindig vannak kisebb, belső csoportok is, amelyeknek létszáma 15 - 30, és az a sajátosságuk, hogy vagy a hím-, vagy a nőivarú egyedek túlsúlyban vannak jelen. Ennek a jelenségnek a magyarázatát még nem fejtette meg a tudomány, hiszen ezek az állatok olyan vidékeken élnek, ahol meglehetősen nehéz a közelükbe férkőzni.
Ezeket a csapatokat néhány hím, néhány nőstény, és utódaik alkotják. A csoport magja az anyákból és kölykeikből áll. A legtöbb interakció a különböző nemek és korosztályok között megy végbe, ahol a kölyök és az anyák, a felnőtt hímek és a fiatalok alkotják a kategóriákat. A csapaton belül heves küzdelmekkel alakítják ki a rangsort. A nőstények közelsége nemcsak a felnőtt hímeket, hanem a fiatalokat is vonzza, akik pedig sokat játszanak és ugrálnak. A felnőtt nőstények a társaság középpontjában állnak. A hímek az évszaktól függően közelednek hozzájuk, vagy távolodnak tőlük. A fajon belül a nemek elkülönülésének mértéke változó. Egyes alfajoknál a hímek és a nőstények külön csapatban élnek, és csak a párzási időben találkoznak. Ezekben az alfajokban a hímek és a nőstények közötti különbségek is nagyobbak.
Rendkívül sokféle táplálékot fogyasztanak, főként gyümölcsöket és különféle rovarokat is. Az összetétel évszakfüggő. A rovarvadászat akár a nap felét is kitöltheti, de a gyümölcsök megkeresésére elég a nap 10%-át áldozni. Hogyha fogságban túl könnyű megszerezni az ennivalót, akkor elunják magukat. A bogyószerű gyümölcsöket kedvelik a leginkább. Fogságban szeretik az almát, a banánt, a narancsot és a szőlőt. Elfogyasztják a fejes salátát, a zellert és a hagymát is. A csapatban erős a táplálékkonkurrencia. Ezek mellett nektárt, virágokat, bimbókat, leveleket és kisebb gerinceseket is esznek. Vízszükségletük legnagyobb részét a táplálékukból fedezik, de a fák üregeiből és a pocsolyákból is isznak. Ha a gyümölcs savanyú, akkor nektárt isznak.
A társadalmi viselkedésük nagy része a táplálkozási mintázattal magyarázható, így a dominancia, a szövetségek, és az agresszió is ezzel magyarázható. Mindez közvetlenül vonatkozik a nőstényekre, akiknek viselkedésére a hímek reagálnak. A táplálékforrások ritkák, de gazdagok, ezért a verekedés győztese jogosult kisajátítani egy táplálékforrást. Csapaton belül nagyon gyakoriak a konfliktusok, míg a csapatok között kevésbé gyakoriak. A szövetségek a nőstények között kevésbé stabilak a vártnál, mivel ha egy nőstény egymaga győz, akkor jobban jár, mintha osztoznia kellene a szövetségeseivel.

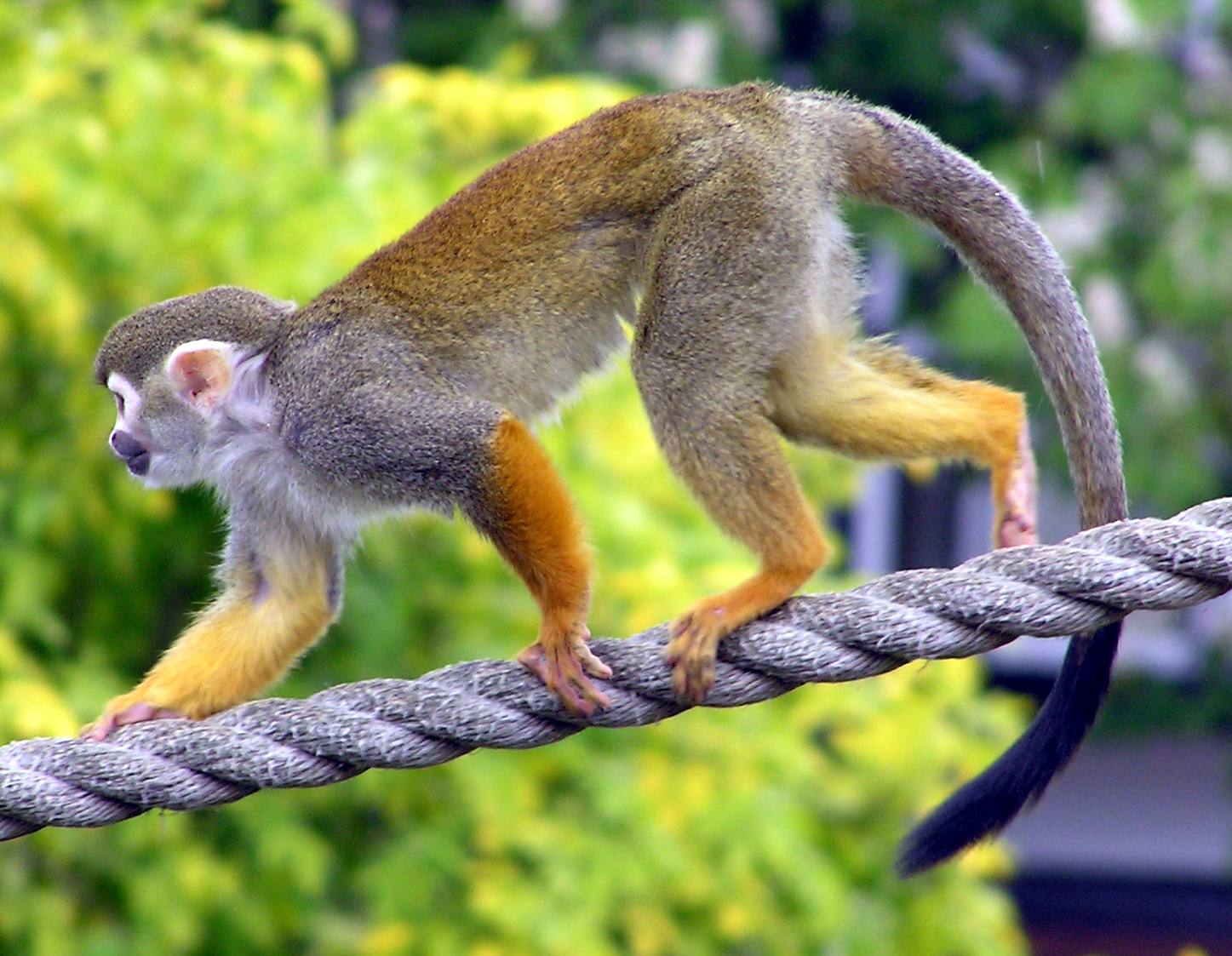
A bristoli állatkertben

A hímek többnyire dominánsak a nőstényekkel szemben, de nincs nagy rangkülönbség a nemek között. A nőstények szövetkezhetnek is a domináns hímmel szemben, míg a hímek nem fognak össze még akkor sem, hogyha nem tartoznak a központi csoporthoz, vagy magányosan vándorolnak. Egyes elméletek szerint azért, mert elvándorlásuk miatt kevesebb az ismerősük az új csapatban. A szövetségek növelhetik a halálozást, mivel ilyenkor a hímek agresszívabbak.
A hímek körében a fenékmutogatás a hierarchiához kapcsolódó jelzés. A szexuális viselkedésből származik, de célja már megváltozott.  A gesztus magában foglalja a combok széttárását és a pénisz felmeresztését. A domináns hímek mutatják alárendeltjeiknek, hogy kifejezzék dominanciájukat. A jel irányulhat az alárendelt arca felé, vagy a domináns hím áthajolhat fölötte.  Ezt a pózt gyakrabban veszik fel a párzási időszakban, amikor a hímek amúgy is agresszívabbak. Ilyenkor a hímek erejüket fitogtatják és dominanciájukat hangsúlyozzák a párzás jogának elnyeréséért. A fenékmutogatás a szövetségeket is jelzi, mivel a hímek csatlakoznak szövetségesük fenékmutogatásához.
Mint a sűrű erdőkben élő állatok általában, a mókusmajmok is főként hangjelekkel tartják egymással a kapcsolatot. Hangjuk, amely sok szempontból a madárcsicsergésre emlékeztet, sokféleképpen variálható. Más-más hangot használnak, ha a talaj felől közeleg a veszély, s más hangot akkor, amikor a levegőből les rájuk a ragadozó. Minden vészjelzésük hangos. Területük határait huhogással jelölik ki és védik. Harc előtt és után üvöltenek. A dominanciaharcokat visítás kíséri. A legtöbb hang genetikailag meghatározott; az elkülönítve felnőtt közönséges mókusmajmok ugyanazokat a hangokat adják ki, mint a többi fajtársuk. A kiáltások hangmagassága csak keveset változik. A süketen született közönséges mókusmajmok ugyanúgy kommunikálnak hangokkal, mint halló fajtársaik, ezzel is a genetikai meghatározottságot bizonyítva.

## Szaporodása
A csapat szerkezetét meghatározza, hogy a szaporodás időszakos. A nemek közötti kapcsolatok aszerint változik, hogy a nőstények kölyköket nevelnek, vagy párzásra készek. A párzási időszakokban a hímek vándorlással és táplálkozással töltik idejüket.
Az augusztus és október közötti szaporodási időszakban a hímek hízásnak indulnak. Akár a súlyuk 20%-ával is gyarapodhatnak, és emellett agresszívvá is válnak. Rendszerint csak egy vagy két hím szaporodik a csapatban, mégpedig azok, akik a legtöbbet híztak. 
A közönséges mókusmajom vemhességi ideje 152-172 nap, az utódok száma általában csak egy. Az újszülött tömege – fejlettségétől függően – 72-144 gramm. A csapatban a szülés ideje szinkronizált, a legtöbb kölyök egy héten belül megszületik. A kölyöknevelés a nőstények feladata, a hímek csak az őrködést vállalják. A kis mókusmajom 5-10 hónapos koráig él anyatejen, és öt-nyolc hónapos kora között már maga keresi táplálékát, és csak ritkán tér vissza anyjához. A kölykök a csapat aktív tagjai, mászkálnak, futkosnak, fedezik fel a környéket, és gyakran lépnek kapcsolatba a felnőttekkel, akik többnyire szeretettel fogadják őket, és csak ritkán reagálnak másként. A csapatban a kölykök rangja a legalacsonyabb.
3-5 évesen érik el az ivarérett kort. 
A hímek ekkor mindig elhagyják szüleiket, és járhatnak magányosan, vagy csatlakozhatnak egy másik, esetleg több majomfajt is befogadó csapathoz. Az új csapatban a felnőtt hímek közül ők a legalacsonyabb rangúak, és csak távolról követhetik a csapat magját. Néhányuknál megfigyelték, hogy más majomfajokkal is kapcsolatba léptek. A nőstények erősebben kötődnek családjukhoz, és nem mindegyikük hagyja el. Ha mégis, akkor vagy közvetlenül a párzási időszak előtt, vagy utána keresnek új közösséget. Ekkor gyakran vemhesek vagy kölykük van.
A közönséges mókusmajom élettartama akár 21 év is lehet. A legújabb kutatások szerint az anya és a kölyök között csak az első hét után alakul ki igazán szoros kapcsolat. Ha az anyaállat egészségét a szülés nagyon megterheli, és nem képes utódját gondozni, vagy pedig elpusztul, akkor egy másik nőstény, talán közeli rokon, vagy domináns nőstény veszi át a kölyök nevelését, de ha az eredeti anyaállat egy héten belül felépül, a kölyök visszakerül hozzá. Egy hét után azonban már az örökbefogadó szülőnél marad a kölyök. Arra is akad példa, hogy a domináns nőstény erővel veszi el a kölyköt az igazi anyától.

## Természetvédelmi helyzete
Kedvelt állatkerti-, hobbi- és laboratóriumi állat. Az illegális befogások populációikat néhány helyen igencsak meggyérítették. Sok helyen a természetes környezet rombolása miatt megritkult, de alkalmazkodóképessége és nagy elterjedési területe miatt azonban a faj még viszonylag gyakorinak számít más fajokhoz képest és nem veszélyeztetett. Természete miatt kedvelik, ám terület- és táplálékigénye megnehezíti tartását.
Állatkertekben a csuklyásmajmok családjából az egyik leggyakoribb faj. Szinte minden állatkertben – ahol tartanak majmokat – megtalálható a faj. Magyarországon legnagyobb csapata a Budapesti Állatkertben él. Kisebb létszámú – olykor kizárólag csak hímekből álló – csapatai megtalálhatóak a Miskolci Állatkertben, a Pécsi Állatkertben, a győri Xántus János Állatkertben, a  Kecskeméti Vadaskertben és a Jászberényi Állat- és Növénykertben is.
|  |  |  |

## Fordítás
- Ez a szócikk részben vagy egészben  a   Gewöhnlicher Totenkopfaffe című német Wikipédia-szócikk fordításán alapul.  Az eredeti cikk szerkesztőit annak laptörténete sorolja fel. Ez a jelzés csupán a megfogalmazás eredetét és a szerzői jogokat jelzi, nem szolgál a cikkben szereplő információk forrásmegjelöléseként.
- Ez a szócikk részben vagy egészben  a   Common squirrel monkey című angol Wikipédia-szócikk fordításán alapul.  Az eredeti cikk szerkesztőit annak laptörténete sorolja fel. Ez a jelzés csupán a megfogalmazás eredetét és a szerzői jogokat jelzi, nem szolgál a cikkben szereplő információk forrásmegjelöléseként.